# Humbe
Humberto Rodríguez Terrazas (Monterrey, Nuevo León, 11 de noviembre de 2000), conocido como Humbe, es un cantante y compositor mexicano. Obtuvo reconocimiento por su música independiente en redes sociales, que lo llevaron a firmar con Sony Music México en 2021. En el mismo año, lanzó sus álbumes Entropía y Aurora de los cuales surgieron sus sencillos «El poeta» y «Amor de cine» certificados con disco de oro por AMPROFON. Este éxito le valió una nominación al Grammy Latino como mejor artista nuevo en 2022.
Entre 2023 y 2024, lanzó su cuarto álbum, Esencia (2023), con los sencillos «Fantasmas» y «Te lo prometo». Para promocionarlo, se emprendió en su Esencia Tour, que agotó entradas en México. Posteriormente, se separó de Sony y autopublicó su quinto álbum, Armagedón (2024).

## Biografía y carrera

### 2000-2017: primeros años
Humberto Rodríguez Terrazas nació el 11 de noviembre de 2000 en Monterrey, Nuevo León. Comenzó a cantar, componer y tocar el piano en casa de su abuela en Chihuahua a los 9 años. A partir de ese momento se abrió en el aprendizaje de otros instrumentos como la guitarra, batería y el Ukelele.

### 2017-2020:Sonámbulo
En el 2016 comenzó a producir Sonámbulo, su primer LP, con el productor Neto García. El 12 de diciembre de 2017 lanzó su primer sencillo navideño «Todo lo que quiero eres tú», una versión de «All I Want for Christmas Is You» de Mariah Carey grabada por Neto Gracia en los estudios Noise Match y Chacha's Room en Monterrey.
El 17 de agosto de 2018 lanzó «Te quiero aquí ya» compuesta y producida por él mismo junto a Meny Méndez y los miembros de La Roca Sound Lab. Al año siguiente lanzó «Toma mi mano».[cita requerida] El 26 de agosto de ese mismo año lanzó «Por favor» y el 28 de octubre «Confieso».[cita requerida] Se presentó en Billboard Latin Music Showcase en Ciudad de México en noviembre de 2019.

### 2020-2022:Soy Humbe,EntropíayAurora
En 2020 lanzó su primer EP titulado Soy Humbe, en el que se incluyeron 6 canciones acompañadas de videos filmados en vivo con su versión acústica.
Enseguida empezó a trabajar en su segundo trabajo discográfico Entropía, que fue publicado de forma digital el 12 de marzo de 2021, teniendo como primeros sencillos «El Poeta» y «Te Conocí en Japón». En julio, se lanzó el álbum en formato físico en tiendas Mixup y ganó el premio a mejor artista nuevo en los Premios MTV MIAW de MTV Latinoamérica. Por esta producción fue nominado al premio Grammy latino al mejor artista nuevo.
Ese mismo año, el 11 de noviembre de 2021, se publicó Aurora, su tercer álbum de estudio compuesto de 13 tracks escritos y producidos, de principio a fin, junto a su hermano Emiliano Rodríguez y 3 de ellas en compañía de Axel Armando. El 12 de marzo de 2022, durante una transmisión en vivo, anunció su primera gira El Poeta Tour 2022.

### 2023:Esencia
El 9 de febrero de 2023, Humbe sorprendió a sus fanáticos con el lanzamiento de «Sanvalentín:(», primer sencillo de su muy anticipado cuarto álbum con ayuda de su hermano Emiliano Rodríguez Terrazas y Axel Armando titulado Esencia, el cual fue lanzado el 22 de marzo del mismo año y que considera su álbum más personal hasta ahora. En sus propias palabras: «todo el álbum trata sobre la construcción y deconstrucción de mi esencia, sobre esa historia de la que hablas, esa historia que me fue llevando a través de los años para construir esto. Precisamente estas 11 canciones cuentan anécdotas por las que pasé, por eso es mi disco más personal». La portada del álbum, titulada "El Poeta" es obra del artista cubano Reynier Llanes. 
2024: Armagedón
el 28 de noviembre de 2024, Humbe una vez más sorprendió a sus fanáticos ya que fue un álbum que salió por sorpresa. Contiene canciones como "ASTROS", "KINTSUGI", "BANDERA", "SAGITARIO A*", "TINTO DE VERANO", "LOOP", "1960", "novatos", "armagedón" y "bien hecho"
Axel Armando Gómez Balanzar productor y compositor mexicano de 16 años Dueño de la disquera AxarRecords que ha apoyado a Humberto en varias canciones como son "17", "San valentin",y "para siempre ep2" siendo parte del Álbum También es productor de Alex Luna

## Discografía

### Álbumes de estudio
- Entropía (2021)
- Aurora (2021)
- Esencia (2023)
- Armagedón (2024)

### EPs
| Título    | Detalles                                                                                         |
| --------- | ------------------------------------------------------------------------------------------------ |
| Soy Humbe | - Lanzamiento: 22 de mayo de 2019 - Sello: Independiente - Formatos: descarga digital, streaming |

## Premios y nominaciones
| Premiación                       | Año  | Categoría                           | Nominado(s)/trabajo(s) | Resultado | Ref.   |
| -------------------------------- | ---- | ----------------------------------- | ---------------------- | --------- | ------ |
| Eliot Awards                     | 2021 | Social sound                        | Él mismo               | Ganador   | [ 20 ] |
| Fans' Choice Awards              | 2018 | Artista revelación                  | Él mismo               | Ganador   | [ 21 ] |
| Fans' Choice Awards              | 2023 | Pop romántico                       | Él mismo               | Ganador   | [ 22 ] |
| Premios Grammy Latinos           | 2021 | Mejor artista nuevo                 | Él mismo               | Nominado  | [ 23 ] |
| Kids' Choice Awards México       | 2021 | Nuevo artista                       | Él mismo               | Ganador   | [ 24 ] |
| Premios Lo Nuestro               | 2023 | Artista revelación masculino        | Él mismo               | Nominado  | [ 25 ] |
| MTV Europe Music Awards          | 2021 | Mejor artista latinoamericano norte | Él mismo               | Nominado  | [ 26 ] |
| Premios MTV Miaw                 | 2021 | Artista emergente                   | Él mismo               | Ganador   | [ 27 ] |
| Premios MTV Miaw                 | 2022 | Styler del año                      | Él mismo               | Nominado  | [ 28 ] |
| Premios MTV Miaw                 | 2024 | Explosión pop del año               | Él mismo               | Pendiente | [ 29 ] |
| Premios MTV Miaw                 | 2024 | Himno viral                         | «Patadas de ahogado»   | Pendiente | [ 29 ] |
| Premios MTV Miaw                 | 2024 | Junte del año                       | «Patadas de ahogado»   | Pendiente | [ 29 ] |
| Premios Rolling Stone en Español | 2023 | Promesa musical del año             | Él mismo               | Nominado  | [ 30 ] |
| Premios Rolling Stone en Español | 2023 | Voz de la audiencia                 | Él mismo               | Nominado  | [ 31 ] |
| Tiktok Awards                    | 2025 | Artista del Año                     | el mismo               | Nominado  | [ 32 ] |